# Hvorslev
Hvorslev é um município da Dinamarca, localizado na região noroeste, no condado de Viborg.
O município tem uma área de 127,97 km² e uma  população de 6 826 habitantes, segundo o censo de 2004.